# Locul unde nu s-a întâmplat nimic
Locul unde nu s-a întâmplat nimic, ortografiat în prima ediție Locul unde nu s'a întâmplat nimic și subintitulat uneori Târg moldovenesc din 1890, este un roman scris de Mihail Sadoveanu și publicat în 1933 de către Editura Adevĕrul din București.  
Acțiunea romanului are loc într-un târg moldovenesc de la sfârșitul secolului al XIX-lea. 
Romanul a fost ecranizat în filmul Noiembrie, ultimul bal (1989), regizat de Dan Pița:p. 115 după un scenariu scris de Șerban Velescu în colaborare cu regizorul.:p. 385

## Structură
Romanul Locul unde nu s-a întâmplat nimic este împărțit în 11 capitole numerotate cu cifre romane și fără titluri.

## Personaje
- Lai Cantacuzin (Neculai Cantacuzino) — boier în vârstă de 48 de ani,[3]:p. 158 doctor în drept la Paris, urmaș al împăraților bizantini cantacuzini. Este fiul vel-vornicului Iordache Cantacuzino și al vornicesei Smaranda Ruset. A urmat studii la Paris, unde și-a petrecut tinerețea, apoi s-a întors la locul copilăriei sale, acceptând temporar funcția de prefect al unui județ din nordul Moldovei în perioada guvernărilor conservatoare.[3]:pp. 149-151 Își petrece timpul alcătuind o monografie sociologică a târgului moldovenesc, scriind un jurnal intim, vânând, întreținând o relație amoroasă cu soția generalului Argintar și ocupându-se de educarea tinerei Daria Mazu.[4]:pp. 215-216
- Daria Mazu — fiica frumoasă și sensibilă a ajutorului de primar Vasile Mazu, „descendentă de mahalagii mediocri, cu zestre puțină și orizont hermetic închis”.[3]:p. 169 Este descoperită de doamna Argintar care o învață să vorbească limba franceză și să cânte la pian, iar apoi i-o prezintă lui Lai Cantacuzin care îi oferă o educație rafinată proprie unei lumi civilizate.[4]:p. 216 Are vârsta de 20 de ani.
- Aglae Argintar — soția generalului Argintar, amanta lui Lai Cantacuzin.[4]:p. 215 Persoană inteligentă și capricioasă,[3]:p. 161 ea se ocupă de educația tinerei Daria Mazu și i-o prezintă cuconului Lai.[3]:p. 169
- generalul Argintar — comandantul garnizoanei locale,[4]:p. 215 în vârstă de 68 de ani.[3]:p. 215 Are un picior bolnav și pleacă să se opereze la Viena.
- Rudolf (Rudi) Barboni — medicul german al lui Lai Cantacuzin și al generalului Argintar. A urmat studii de medicină la Viena și s-a stabilit de mai mulți ani în România, unde s-a căsătorit cu cucoana Frosa.[3]:pp. 203-204
- Frosa Barboni — soția medicului Barboni, femeie autoritară ce se amestecă în negocierea zestrei Dariei Mazu.
- Vasile (Vasilică) Mazu — ajutorul de primar al orașului, fiul intendentului Gavril Mazu; un individ avar, escroc și brutal.[5]:p. XI S-a căsătorit mai întâi cu o fată de răzeși cu care a avut doi copii (Daria și Emil) și apoi, după ce a rămas văduv, cu o femeie voluntară și dominatoare pe nume Amalia, cu care are două fete.[4]:p. 215
- Amalia Mazu — cea de-a doua soție a lui Vasile Mazu, femeie autoritară și dominatoare. Provine dintr-o familie de soi, fiind sora subprefectului Iancu Voroneanu.[3]:p. 229
- Emil Mazu — fratele Dariei Mazu, bolnav de epilepsie. A fost bătut cu brutalitate în copilărie de către tatăl său și a fugit de acasă cu patru ani în urmă.[3]:pp. 222-223
- Irimia Ortac — maior în rezervă, erou al Războiului de Independență, proprietarul moșiei din Țarna Mare; este un individ depravat, brutal și bădăran.[3]:p. 155
- Agapie Cataramă — căpitan, vânător priceput, tovarăș nedespărțit al maiorului Ortac
- Matei Dumbravă — răzeș bătrân din Adâncata, socrul lui Vasile Mazu. Se judecă cu ginerele său pentru a salva zestrea nepoatei sale (două rânduri de case).[4]:p. 216
- Alexandru Mărcuș — tânăr moșier în vârstă de 25 de ani, nepotul cucoanei Frosa Barboni. Încearcă să o seducă pe Daria Mazu.[5]:p. XII
- moș Iordache — bătrânul vizitiu al dr. Barboni

## Scriere și publicare
Romanul a fost publicat pentru prima oară în 1933 de către Editura Adevĕrul din București, având titlul ortografiat pe copertă Locul unde nu s'a întâmplat nimic și pe prima pagină Locul unde nu s'a întîmplat nimic.

## Traduceri
Romanul Locul unde nu s-a întâmplat nimic a fost tradus în mai multe limbi străine:
- maghiară (Kisvárosi csendélet, Európa Könyvkiadó, Budapesta, 1962; traducere de János Domokos,[6] reeditată în 1967 în vol. A balta. Kisvárosi csend publicat de Editura pentru Literatură din București,[7] apoi în 1980 în vol. Kisvárosi csend, publicat de Európa Könyvkiadó din Budapesta),[8]
- rusă (Место, где ничего не произошло... / Mesto, gde nicego ne proizoșlo..., Goslitizdat, Moscova, 1963; traducere de Dmitri Gorbov, prefațată de Iuri Kojevnikov)[9] și
- bulgară (Мястото, където нищо не се случ (или молдовското градче през 1880 г.), în vol. Избрани творби (II), Narodna kultura, Sofia, 1980; traducere de Ghergana Stratieva).[10][11]

## Adaptări

### Ecranizare
Romanul Locul unde nu s-a întâmplat nimic a fost ecranizat de regizorul Dan Pița în filmul Noiembrie, ultimul bal:p. 19 realizat după un scenariu scris în colaborare cu Șerban Velescu.:p. 385
Rolul principal a fost interpretat de Ștefan Iordache (Lai Cantacuzin), în timp ce restul distribuției era format din Sergiu Tudose (Irimie Ortac), Giony Popovici (ajutorul de primar Vasile Mazu), Florian Potra (generalul Argintar), Gabriela Baciu (Aglaie Argintar), Șoimița Lupu (Daria Mazu), Gabriel Costea (Emil Mazu), Corneliu Revent (doctorul Barboni), Cătălina Murgea (Frosa Barboni),:p. 112:p. 386 Victoria Cociaș-Șerban (Amalia Mazu), Cornel Scripcaru (căpitanul Cataramă), Valentin Popescu (hingherul) ș.a. Filmul are o durată de 99 de minute și a avut premiera la 19 iunie 1989.
Filmul Noiembrie, ultimul bal a obținut în 1989 patru premii ale Asociației Cineaștilor din România (ACIN): premiul pentru interpretare rol principal masculin (Ștefan Iordache, pentru rolurile Șerban Saru-Sinești din Cei care plătesc cu viața și Lai Cantacuzin din Noiembrie, ultimul bal), premiul pentru imagine (Călin Ghibu), premiul pentru coloană sonoră (Sotir Caragață) și premiul pentru montaj (Cristina Ionescu),:p. 115 ultimele trei premii fiind pentru filmele Rochia albă de dantelă și Noiembrie, ultimul bal regizate de Dan Pița, precum și alte trei premii la Gala filmului pentru tineret de la Costinești: premiul pentru interpretare masculină (Ștefan Iordache, pentru cele două roluri menționate mai sus), premiul pentru scenografie (Constantin Simionescu, Călin Papură, Petrică Veniamin), premiul pentru coloană sonoră (Sotir Caragață) și o mențiune de debut (Gabriela Baciu, pentru rolul Aglaie Argintar).:p. 387

### Teatru radiofonic
Romanul a fost dramatizat de Antoaneta Tănăsescu pentru Teatrul Național Radiofonic, fiind realizat în octombrie 1983 un spectacol de teatru radiofonic cu o durată de 106 minute în regia artistică a lui Cristian Munteanu. Spectacolul a avut următoarea distribuție: Alexandru Repan (Lai Cantacuzin), Mirela Gorea (Daria Mazu), Gina Patrichi (Aglae Argintar), George Constantin (generalul), Dorina Lazăr (Frosa Barboni), Constantin Dinulescu (Rudi Barboni), Ștefan Mihăilescu-Brăila (Grigore Mazu), Corado Negreanu (maiorul Ortac), Dan Damian (căpitanul Cataramă), Nicolae Luchian-Botez (Matei Dumbravă), Mia Macri (bătrâna), Dan Condurache (Emil Mazu), Mihai Mereuță (moș Iordache), Sorin Gheorghiu (Alexandru Mărcuș), Mitică Popescu (naratorul) ș.a. Echipa tehnică a fost alcătuită din Rodica Leu (regia de studio), Timuș Alexandrescu (regia muzicală) și ing. Tatiana Andreicic (regia tehnică).